# Mogadiš
Mogadiš (somalsko Mukdišo, arabsko مقديشو‎ Makadišu; dobesedno »Sedež šaha«) je glavno mesto Somalije in največje mesto v državi ter zaradi svoje strateške lege ob Indijskem oceanu že stoletja pomembno pristanišče.
Na ta račun je gospodarsko središče države, čeprav industrija (z izjemo nekaj obratov za predelavo hrane in bombaža) tu ni razvita. Cestno omrežje ga povezuje s preostankom države in Kenijo ter Etiopijo, v bližini pa je tudi mednarodno letališče. Poleg tega je sedež Narodne univerze Somalije.
Mogadiš je močno prizadela državljanska vojna, ki v Somaliji traja od strmoglavljenja diktatorja Mohameda Siada Barreja leta 1991. Za nadzor nad njim so se od takrat redno spopadale razne frakcije pod poveljstvom lokalnih veljakov, česar ni spremenilo niti vojaško posredovanje zahodnih sil z mandatom Organizacije združenih narodov med letoma 1993 in 1994. Šele leta 2011 je Prehodna zvezna vlada prisilila islamistične uporniške skupine k umiku in prevzela nadzor nad mestom. Od takrat Mogadiš intenzivno obnavljajo.

## Zgodovina
V 1. tisočletju so ozemlje regije Benadir poseljevali Bantujci. Ko so se v obalne predele pričeli naseljevati arabski in perzijski trgovci muslimanske vere iz Perzijskega zaliva, so se mešali s prebivalci iz zaledja, s čimer je nastala svahilijska kultura. Prvič so se ustalili točno na tem kraju v začetku 10. stoletja in ustanovili trgovsko postojanko. Sledilo jim je mnogo valov naseljencev, ki so ustvarili množico plemen oz. klanov. Približno tristo let Mogadiš ni imel enotne vladavine, pač pa mu je vladal plemenski svet, katerega trenutni vodja je bil preprosto »prvi med enakimi«.
Prvi sultanat je bil tu ustanovljen v 13. stoletju, kar sovpada z obdobjem, ko je Mogadiš postal najvplivnejše trgovsko središče daleč naokrog in glavna povezava med morskimi trgovskimi potmi ter zaledjem Afriškega roga. Srednjeveški popotniki, kot sta Arabec Ibn Batuta in Portugalec Duarte Barbosa, so ga opisovali kot živahno in bogato mesto, kjer so doma vplivni trgovci. To je bilo tudi obdobje intenzivne islamizacije celotne regije.
Vrhunec uspešnosti se je končal, ko je ta regija postala predmet ekonomskih interesov evropskih imperijev. Konec 15. stoletja so prišli Portugalci, ki so večkrat poskušali zavzeti Mogadiš (leta 1499 ga je prvič bombardiralo ladjevje pod poveljstvom Vasca da Game). Kljub neuspehu so Evropejci prevzeli monopol nad trgovanjem prek Indijskega oceana in Mogadiš je strmo nazadoval. V tem času so se na oblasti izmenjevale različne dinastije, ki jim ni uspelo obnoviti trgovskega vpliva, zato se je mesto osredotočilo na trgovanje z zaledjem. Nadaljnji notranji konflikti so ga skoraj uničili. Šele v 19. stoletju je znova doživelo manjši razcvet kot točka za izvoz kmetijskih pridelkov.
Zadnje zgodovinsko obdobje - obdobje kolonialne vladavine - se je pričelo konec 19. stoletja, ko je Mogadiš (italijansko Mogadiscio) postal glavno mesto italijanske kolonije Italijanski Somaliland. Takrat je bil Mogadiš večjidel v ruševinah, v njem je živelo samo okrog 5000 prebivalcev. Vpliv množičnega priseljevanja Italijanov je v mestu viden še danes. Kot glavno mesto Somalije, ki je po kolonialni dobi nastala z združitvijo italijanske in britanske kolonije, je v drugi polovici 20. stoletja ponovno doživljalo intenziven razvoj pod oblastjo diktatorja Barreja.